# Gerhard Förschner
Gerhard Förschner (* 26. November 1955) ist ein deutscher ehemaliger Fußballspieler.

## Sportlicher Werdegang
Förschner entstammt der Jugend des FC Augsburg und spielte später für die Reservemannschaft des Klubs. Parallel kam er ab Mitte der 1970er Jahre auch vereinzelt für die Wettkampfmannschaft zum Einsatz, die sich 1974 unter Trainer Milovan Beljin durch die Meisterschaft in der Regionalliga Süd als Aufsteiger für die 2. Bundesliga Süd qualifizieren konnte. In der Spielzeit 1974/75 kam Förschner nach seinem Debüt Anfang Februar 1975 beim 2:2-Unentschieden bei Borussia Neunkirchen als Einwechselspieler für Georg Schnurrer in der zweiten Saisonhälfte als Teenager zu seinen ersten Zweitligaeinsätzen, dabei stand der Mittelfeldspieler vereinzelt auch in der Startformation des als Tabellenzwölfter abschließenden Klubs. Unter Beljins Nachfolger Volker Kottmann rutschte der Klub in den Abstiegskampf, dabei hatte er im Herbst 1975 erneut eine handvoll Einsätze ergattern können. Nach einem Trainerwechsel zu Gerd Menne gehörte er nicht mehr zum Kader der Wettkampfmannschaft und lief auch unter dessen Nachfolger Max Merkel respektive Interimstrainer Heiner Schuhmann nur in der Reservemannschaft auf. Erst unter dem bisherigen Amateurtrainer Werner Sterzik kehrte er zum Auftakt der Spielzeit 1978/79 wieder in die Zweitligamannschaft zurück, bei der 1:2-Auswärtsniederlage bei FSV Frankfurt stand er sogar in der Startelf. Auch verletzungsbedingt konnte er sich jedoch abermals nicht als Stammspieler behaupten, nach sechs Saisoneinsätzen stieg er mit dem Klub in die drittklassige Bayernliga ab.
In der Bayernliga etablierte sich Förschner unter Schuhmann als Stammspieler im Mittelfeld. Als Meister der Spielzeit 1979/80 gelang der Mannschaft um Claus Brandmair, Jürgen Haller, Reinhard Kindermann, Rudolf Sandner und Martin Trieb der direkte Wiederaufstieg und in der Deutschen Amateurmeisterschaft 1980 der Finaleinzug. Gegen die VfB Stuttgart Amateure konnte Klaus Perrey zwar die frühe Führung durch Bernd Frick egalisieren, Gunnar Weiß schoss jedoch die von Willi Entenmann trainierte Stuttgarter Mannschaft Mitte der zweiten Halbzeit zum 2:1-Erfolg. In der Zweitligasaison 1980/81 lief Förschner in 36 Saisonspielen auf, seine sieben Saisontore reichten jedoch nur zum 18. Tabellenplatz und damit direkten Wiederabstieg. Unter Trainer Hannes Baldauf dominierten die Fuggerstädter jedoch erneut die Bayernliga und schafften die Qualifikation für die Aufstiegsrunde. In einem spannenden Kopf-an-Kopf-Rennen überflügelte der Klub am letzten Spieltag den punktgleich und mit gleicher Gegentoranzahl abschließenden SSV Ulm 1846, als Klaus Perrey mit seinem Treffer zum 3:0-Endstand gegen den als Aufsteiger feststehenden FSV Frankfurt die um einen Treffer bessere Tordifferenz erwirkte. In der Zweitligasaison 1982/83 spielten die Schwaben gegen den Abstieg und standen ab dem 13. Spieltag durchgehend auf einem Abstiegsplatz. Nachdem er bei der 0:7-Niederlage bei Aufstiegsaspirant SC Fortuna Köln am 33. Spieltag nicht mitgewirkt hatte, folgte eine Serie von fünf Spielen ohne Niederlage. Zwar wurde mit einem 3:0-Erfolg im direkten Duell mit der SpVgg Fürth – inklusive dem siebten Saisontor in 33 Saisonspielen Förschners – der Konkurrent überflügelt, mit einem parallelen 2:0-Heimerfolg über den SV Waldhof Mannheim konnte sich die punktgleich abschließende SG Union Solingen jedoch aufgrund der um zwei Tore besseren Tordifferenz über dem Strich behaupten.
Als Vizemeister der Bayernligasaison 1984/85 spielte Förschner mit dem Klub um die Deutschen Amateurmeisterschaft 1985, schied aber mit der Mannschaft zum Auftakt gegen den Berliner Vertreter SC Charlottenburg aus.